# José Semedo (football, 1965)
Pour les articles homonymes, voir José Semedo.
José Semedo, de son nom complet José Orlando Vinha Rocha Semedo, est un footballeur portugais né le 5 mars 1965 à Ovar. Il évoluait au poste de milieu.

## Biographie

### En club
José Semedo joue en faveur du FC Porto puis du SC Salgueiros.
Il dispute un total de 248 matchs en première division portugaise, inscrivant 28 buts. Il réalise sa meilleure performance lors de la saison 1987-1988, où il inscrit six buts.
Son palmarès est constitué de huit titres de champion du Portugal, et de quatre Coupes du Portugal.
Au sein des compétitions européennes, il joue 31 matchs en Ligue des champions, six en Coupe de l'UEFA, quatre en Coupe des coupes, et participe à la Supercoupe d'Europe en 1987.
Il est demi-finaliste de la Ligue des champions en 1994 avec le FC Porto, battu par le FC Barcelone.

### En équipe nationale
International portugais, il reçoit 21 sélections et inscrit deux buts en équipe du Portugal entre 1989 et 1994,.
Il joue son premier match en équipe nationale le 25 janvier 1989 contre la Grèce en amical (victoire 2-1).
Il marque un but le 29 mars 1989 contre l'Angola en amical (victoire 6-0), puis un but contre la Suisse le 31 mars 1993 lors des qualifications pour le mondial 1994 (match nul 1-1).
Son dernier match en équipe nationale a lieu le 19 janvier 1994, contre l'Espagne en amical (match nul 2-2).

## Palmarès
Avec le FC Porto :
- Champion du Portugal en 1985, 1986, 1988, 1990, 1992, 1993, 1995 et 1996.
- Vice-champion du Portugal en 1984, 1987, 1989, 1991 et 1994.
- Vainqueur de la Coupe du Portugal en 1984, 1988, 1991 et 1994.
- Finaliste de la Coupe du Portugal en 1985 et 1992.
- Vainqueur de la Supercoupe du Portugal en 1983, 1984, 1986, 1990, 1991, 1993 et 1994.
- Finaliste de la Supercoupe du Portugal en 1988, 1992 et 1995.
- Vainqueur de la Coupe des clubs champions en 1987 (ne joue pas la finale).
- Vainqueur de la Coupe intercontinentale en 1987 (ne joue pas le match).
- Vainqueur de la Supercoupe de l'UEFA en 1987.